# Кира Вассилики
Вассилики Контакси, также известная как Кира Вассилики (греч. Κυρά Βασιλική, 1789—1834) — влиятельная гречанка, воспитанная в серале османского правителя Али-паши Янинского.

## Биография
Вассилики Контакси родилась в греческом селении Плисивица в Теспротии. В возрасте 12 лет она добилась аудиенции у местного османского наместника Али-паши, на которой просила помиловать своего отца. Али-паша исполнил её желание, а в 1808 году женился на ней, и Вассилики вошла в его гарем. Получив разрешение продолжать исповедовать свою христианскую веру, она часто ходатайствовала перед Али-пашой за православных. Вполне вероятно, что с ней контактировала греческая тайная организация «Филики Этерия», боровшаяся за независимость Греции. В то же время Вассилики инициировала целый ряд благотворительных акций. В 1819—1820 годах она профинансировала некоторые реставрационные работы на Афоне.
В январе 1822 года, во время последнего этапа осады Янины войсками османского султана, Вассилики вместе с Али-пашой и его личной охраной бежали на остров Янина. Али-паша, объявленный султаном вне закона, был казнён там 22 января османскими делегатами. После смерти супруга Вассилики пленной отправили в Константинополь, столицу Османской империи. Позднее она была помилована и смогла вернуться в Грецию, к тому времени обретшей независимость по итогам войны за независимость (1821—1830). В 1830 году греческие власти передали ей в дар средневековую башню в Каточи, где она и прожила остаток своей жизни. Вассилики умерла от дизентерии в 1834 году.

## В искусстве и литературе

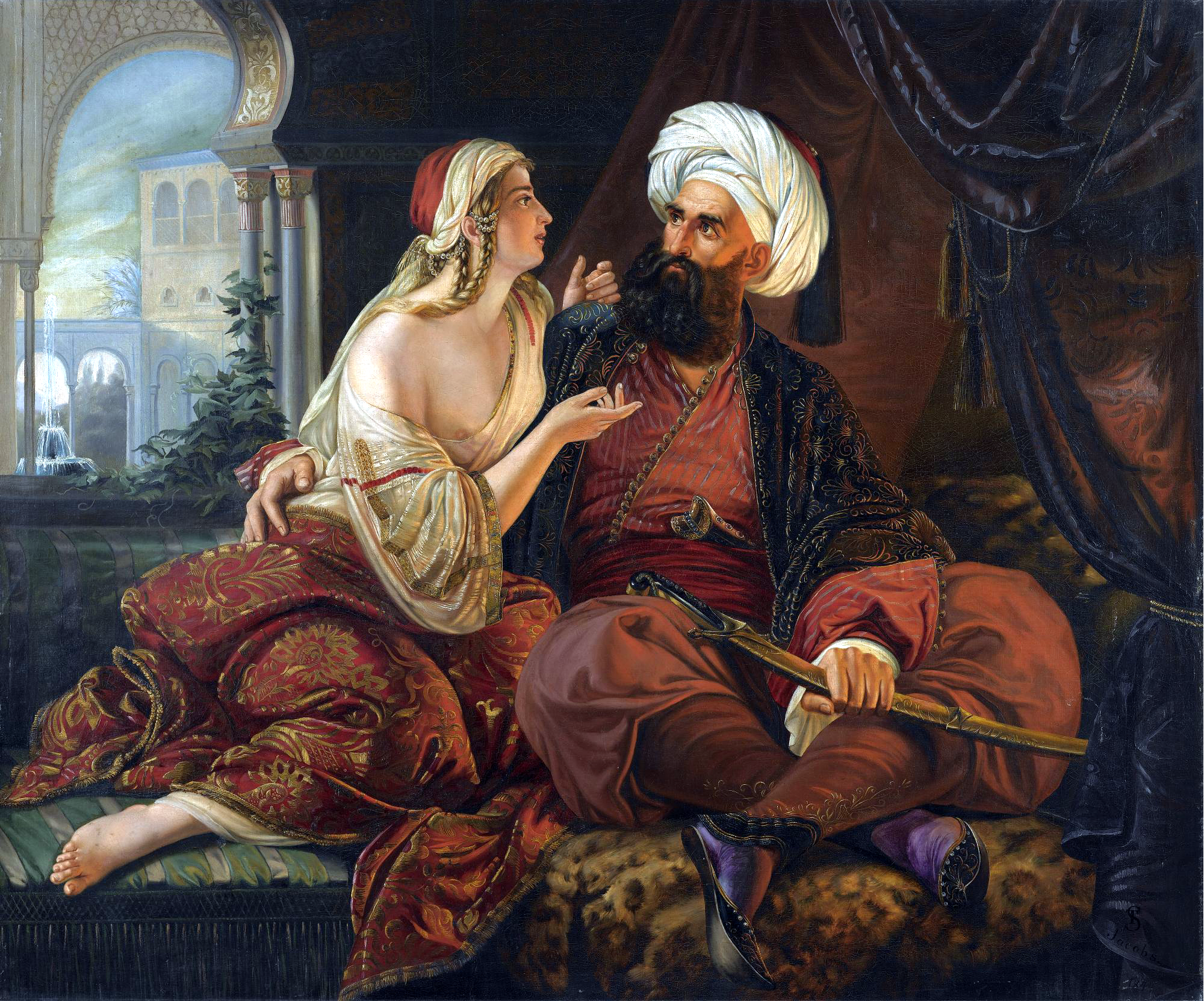
Кира Вассилики и Али-паша, школа Пауля Эмиля Якобса, 1844

В 1895 году Николаос Константинидис купил расшитый золотом бархатный кошелёк Вассилики за 25 драхм. Её изображали на своих картинах различные художники. Она мельком упоминается в ряде романов XIX века, например, в «Графе Монте-Кристо» Александра Дюма и в «Жизни Али-паши Тепеленcкого, визиря Эпира» английского писателя Ричарда А. Дэвенпорта.